# بورك بيرنز
بورك بيرنز (بالإنجليزية: Burke Byrnes)‏ مواليد 9 ديسمبر 1937 في أوشنسايد، الولايات المتحدة، هو ممثل أمريكي بدأ مسيرته الفنية سنة 1969. ظهر في قرابة 70 فلما.

## الأعمال
- لعبة طفل 3
- النبؤة
- كابيتول
- دالاس

## روابط خارجية
- بورك بيرنز على موقع IMDb (الإنجليزية)
- بورك بيرنز على موقع ألو سيني (الفرنسية)
- بورك بيرنز على موقع أول موفي (الإنجليزية)
- بورك بيرنز على موقع قاعدة بيانات برودواي على الإنترنت (الإنجليزية)
- بورك بيرنز على موقع قاعدة بيانات الأفلام السويدية (السويدية)
- بورك بيرنز على موقع قاعدة بيانات الفيلم (الإنجليزية)
- بورك بيرنز على موقع كينوبويسك (الروسية)